# Laurent Gounelle
Laurent Gounelle (Cevenes, 10 d'agost de 1966) és un escriptor francès i especialista en desenvolupament personal. Autor de quatre novel·les que s'han convertit en best-seller des del moment de la seva publicació.

## Biografia
Laurent Gounelle prové d'una família d'avantpassats belgues, holandesos i italians. Rep una educació molt estricta que el porta a la seva passió pels llibres i la psiquiatria. Finalment per oposició paterna va estudiar Ciències Econòmiques primer a la Universitat Dauphine i llicenciant-se a la Sorbona el 1988. Més tard comença a treballar com a executiu fins que arriba a una crisi existencial en la qual es replanteja la vida que està portant.
Recupera la seva passió per la psiquiatria i comença a especialitzar-se en psicologia i desenvolupament personal i en PNL (Programació Neurolingüística) recorrent durant 15 anys Europa, Estats Units i Àsia, com a consultor en recursos humans.
El 2006 publica la seva primera novel·la L'home que volia ser feliç, que ràpidament es converteix en un best-seller a França i més tard en altres països.. El 2010 va publicar la segona obra, "Les dieux voyagent toujours incognito /  Dieu voyage toujours incognito" que pren immediatament el lideratge de les llistes de vendes i també es converteix en un best-seller a Espanya i en la majoria de països d'Amèrica del Sud, i va rebre el 2011, el "Prix littéraire du roman d'entreprise".

## Obres
- L'Homme qui voulait être heureux (2008). Traduïda al català.[5]
- Les dieux voyagent toujours incognito /  Dieu voyage toujours incognito (2010). Traduïda al català[6]
- Le philosophe qui n'était pas sage (2012) Traduïda al català[7]
- Le jour où j'ai appris à vivre (2014)
- Et tu trouveras le trésor qui dort en toi (2016)
- Je te promets la liberté (2018)